# Sansevieria liberica
Dracaena liberica (Sansevieria liberica) es una especie de Dracaena (Sansevieria) perteneciente a la familia de las asparagáceas, originaria de  África tropical occidental.
Ahora se la ha incluido en el gen de Dracaena debido a los estudios moleculares de su filogenia.

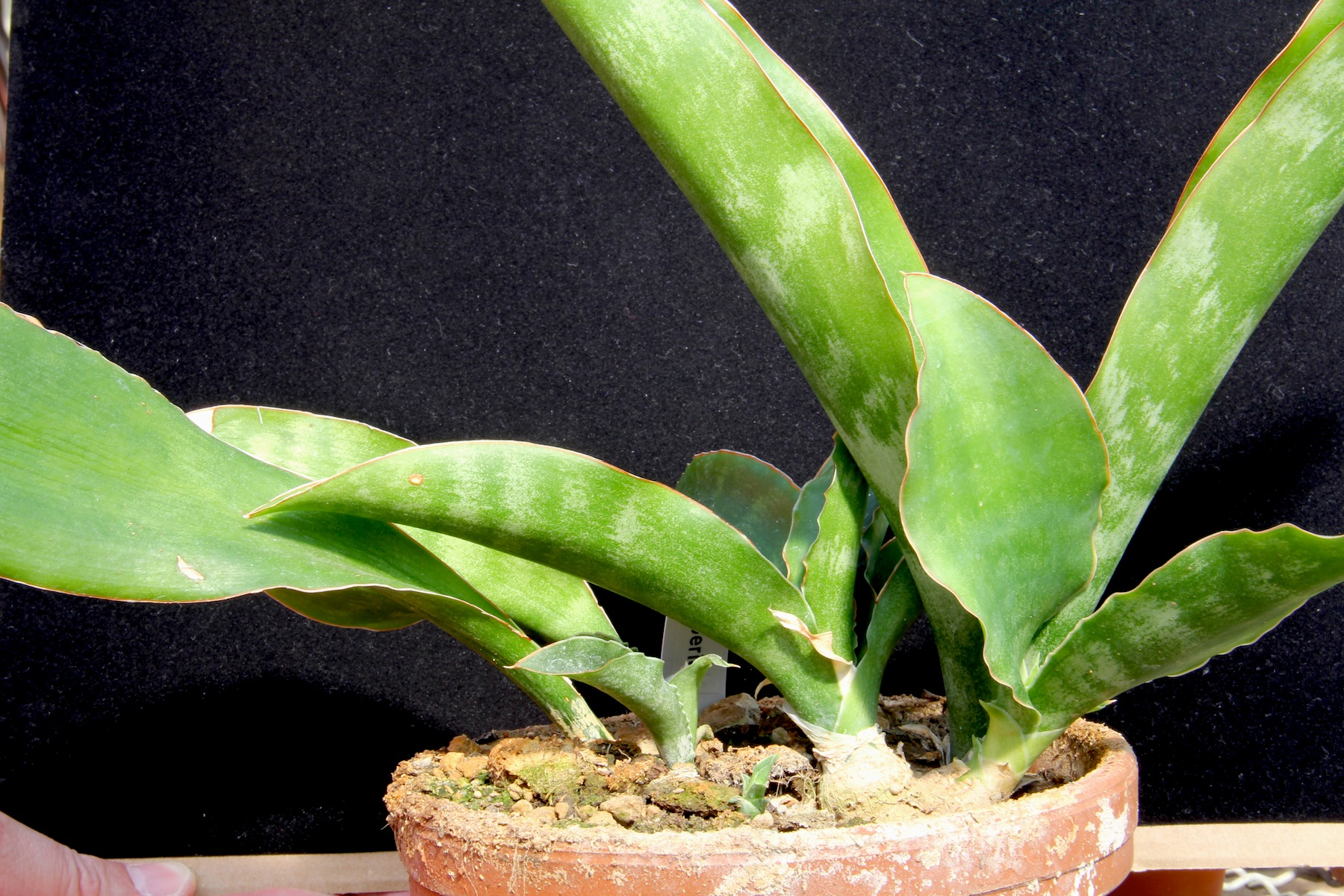
Vista de la planta

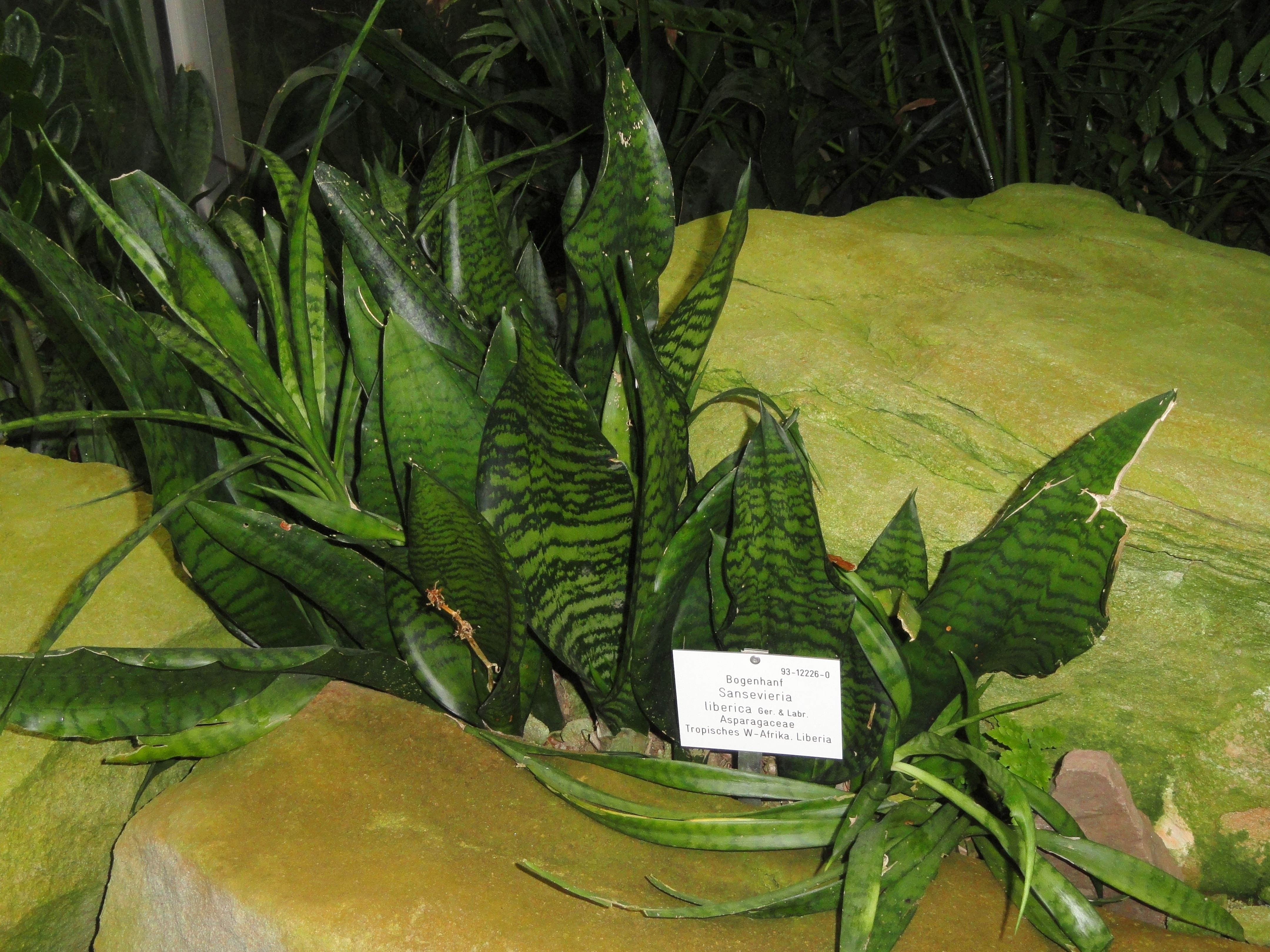
Vista de la planta

## Descripción
Es una planta herbácea  con varias hojas rígidas de  unos 2 metros de altura que surgen de un rizoma geófito rastrero, con los márgenes de color rojo; la inflorescencia con las flores blancas: Se encuentra en las regiones más áridas en la sombra cerca de arroyos y afloramientos rocosos. Se distribuye por República Centroafricana, Ghana, Nigeria y Togo.

## Taxonomía
Sansevieria liberica fue descrita por Joseph Gérôme & Labroy y publicado en Bulletin du Muséum d'Histoire Naturelle 1903: 170, 173, f. 4, en el año 1903.
Etimología
Sansevieria nombre genérico que debería ser "Sanseverinia" puesto que su descubridor, Vincenzo Petanga, de Nápoles, pretendía dárselo en conmemoración a Pietro Antonio Sanseverino, duque de Chiaromonte y fundador de un jardín de plantas exóticas en el sur de Italia. Sin embargo, el botánico sueco Thunberg que fue quien lo describió, lo denominó Sansevieria, en honor del militar, inventor y erudito napolitano Raimondo di Sangro (1710-1771), séptimo príncipe de Sansevero.
liberica: epíteto geográfico que alude a su localización en Liberia.
Sinonimia
- Sansevieria chinensis Gentil ex N.E.Br.
- Sansevieria gentilis Mattei[10]